# Дефіцит вітаміну А
Дефіцит вітаміну А – це нестача вітаміну А.
Куряча сліпота є одним із перших симптомів недостатньої кількості цього вітаміну у крові. При більш важкому перебігові хвороби починається ксерофтальміїя, виразка рогівки та порушення зору. Також зростає ризик тяжких інфекцій, зокрема кору та фолікулярного гіперкератозу.
Дефіцит вітаміну А виникає через недостачу його в раціоні харчування людини, який зазвичай включає продукти тваринного походження, фрукти або овочі. 
До основних ризику належать: часті інфекції, зокрема діарея, запальні захворювання кишківника та періоди після баріатричної хірургії. 
Існує дві дієтичні форми вітаміну А: ретиноли та каротиноїди. Діагноз дефіцит вітаміну А ставиться на основі рівня ретинолу в крові менше 0,7 мкмоль/л (20 мкг/дл), при цьому менше 0,35 мкмоль/л (10 мкг/дл) свідчить про тяжку форму захворювання.
Дефіцит вітаміну А поширений в країнах, що розвиваються, особливо в Африці та Південно-Східній Азії, проте рідко зустрічається в розвинених країнах. За оцінками, дефіцит вітаміну А мають близько 190 мільйонів дітей віком до п'яти років і 19 мільйонів вагітних жінок. В результаті цього щороку в країнах, що розвиваються, близько 250 000–500 000 дітей втрачають зір, що робить цю хворобу основною причиною дитячої сліпоти, якій можна запобігти. Близько половини з них помирають упродовж року після втрати зору. Дефіцит вітаміну А  часто трапляється на пізніх термінах вагітності та призводить до погіршення стану здоров'я як для матері, так і для дитини.
Початкове лікування передбачає введення 200000 міжнародних одиниць (МО) вітаміну А один раз на день протягом двох днів. Подальші дози можна вводити кожні два тижні. У 2020 році близько 40% дітей віком від 6 місяців до 5 років, які перебували в групі ризику, отримали дві дози вітаміну А, що знизило ризик смерті на 12–24%.